# Callerya bonatiana
Callerya bonatiana là một loài thực vật có hoa trong họ Đậu. Loài này được Renato Pampanini miêu tả khoa học đầu tiên năm 1910 dưới danh pháp Millettia bonatiana. Năm 1996, Phan Kế Lộc chuyển nó sang chi Callerya.

## Tên gọi
Tại Trung Quốc gọi là 滇桂鸡血藤 (Điền Quế kê huyết đằng), nghĩa là dây máu gà Vân Nam Quảng Tây.

## Mô tả
Dây leo đến 10 m. Cành con có gờ, lông tơ rậm màu vàng, dần dần nhẵn nhụi. Lá 11 hoặc 13 lá chét; trục cuống 25-30 cm, kể cả cuống lá 2-3 cm; không lá kèm nhỏ; phiến lá hình trứng đến hình trứng-elip, 6-10 × 3-4 cm, dạng giấy, cả hai mặt có lông nhung nhưng đặc biệt dày đặc ở mặt xa trục, gân phụ 4 hoặc 5 ở mỗi bên gân giữa, đáy thuôn tròn đến gần hình tim, đỉnh nhọn. Các giả cành hoa mọc ở nách, dài 8-12 cm, có lông tơ màu vàng. Cuống hoa ~1 cm. Hoa ~2,5 cm. Đài hoa ~1,2 cm, dày đặc lông lụa. Tràng hoa màu tử đinh hương (tím); thuôn dài tiêu chuẩn, không có thể sần ở đáy, mặt ngoài có lông lụa màu vàng sẫm, đỉnh rộng đầu. Bầu nhụy có cuống, có lông lụa, với 4-6 noãn. Quả đậu thuôn dài, 10-11 × ~1,8 cm, dạng da, với cuống dài ~1 cm, có lông măng màu nâu ánh xám. Hạt ~4 mỗi quả, màu nâu, dẹt, ~1,1 cm. Ra hoa tháng 4-6, tạo quả tháng 6-10.

## Phân bố
Sinh sống trong các bụi rậm trong thung lũng; ở cao độ khoảng 1.000 m. Khu vực phân bố: Trung Quốc (Quảng Tây, Vân Nam), Lào, Việt Nam.

## Sử dụng
Cây có độc nhưng được sử dụng làm thuốc với số lượng nhỏ.

## Lưu ý
Năm 2021, Lei Duan, James A. Compton và Brian David Schrire tách nó ra khỏi Callerya để làm loài điển hình (và duy nhất) của chi Villosocallerya, với danh pháp tổ hợp Villosocallerya bonatiana.